# 애슐리 티스데일
애슐리 티스데일(Ashley Tisdale, 1985년 7월 2일 ~ )은 미국의 배우, 가수, 프로듀서이다. 디즈니 시트콤 《잭과 코디, 우리집은 호텔 스위트 룸》의 매디 피츠패트릭 역, 《하이 스쿨 뮤지컬》 시리즈의 샤페이 에반스 역으로 유명하다.

## 인물
1985년 7월 2일, 마이크와 리사의 차녀로 태어나, 4살때 데뷔했다.

## 음반 목록
- Headstrong (2007)
- Guilty Pleasure (2009)
- Symptoms (2019)